# シンドローム (鬼束ちひろのアルバム)
『シンドローム』は、2017年2月1日に発売された鬼束ちひろの7枚目のアルバム。

## 解説
ソロ名義では前作『剣と楓』から約6年ぶりのオリジナルアルバムである。先行シングル「good bye my love」を含む全9曲収録。編曲・音楽プロデュースは鈴木正人。
鬼束は本作を「原点回帰」と語っている。『剣と楓』(2011年)や鬼束ちひろ & BILLYS SANDWITCHESの頃はセルフプロデュース体制をとっていたが、花岡なつみへの楽曲提供の際、ディレクターの木谷徹と出会ったことをきっかけに、詞と曲の制作に専念しようと思ったという。
鬼束は本作の制作にあたり、木谷の指示で「3カ月で30曲書いた」と語っており、収録曲のうち2000年頃に書いた「悲しみの気球」を除いた8曲は、その中から選曲されたものである。
2017年1月14日、本作の発売に先駆けて、都内某所にて抽選で先行試聴会が開催された。
初回限定盤と通常盤の2形態での発売となり、初回限定盤にはライブ音源を収録したCDが付属する。

## 収録曲
全作詞・作曲：鬼束ちひろ、全編曲：鈴木正人
1. good bye my love
21stシングル
2. 碧の方舟
21stシングル「good bye my love」収録楽曲のオリジナル・バージョン。
3. 弦葬曲
4. Sweet Hi-Five
5. ULTIMATE FICTION
6. 悲しみの気球
7. シャンデリア
8. 火の鳥
9. good bye my love (acoustic version)

### 初回限定盤CD
LIVE BEST SELECTION 2016 〜 TIGERLILY
1. 月光 ※
2. 眩暈 ※
3. 流星群 ※
4. 私とワルツを  *
5. MAGICAL WORLD ※
6. everyhome  *
7. 蛍 ※
8. 帰り路をなくして ※
9. 惑星の森  *
10. 夏の罪 ※

- Live at 大阪サンケイホールブリーゼ on July 22,2016

※ Live at 東京中野サンプラザホール on November 4,2016

## 受賞歴
- 2017年2月度優秀ハイレゾ音源大賞[8]